# Системен интегратор
Системен интегратор е фирма, чиито дейности са свързани с проектирането, инсталацията и поддръжката на информационни и комуникационни системи. Включително проектиране на сървърни комплекси и информационни центрове, дизайн на структурни кабелни системи и комуникационна инфраструктура.
Фирмата – системен интегратор трябва да пусне в действие всички хардуерни устройства със съответния системен софтуер, всички мрежови и комуникационни функции, включващи в наши дни и използването на Интернет, Електронна поща, Мобилни устройства, жични и Безжични мрежи и т.н.
Към това се добавя и бизнес анализиране на процесите в съответната организация.